# Gmina Sułkowice
Die Gmina Sułkowice ist eine Stadt-und-Land-Gemeinde im Powiat Myślenicki der Woiwodschaft Kleinpolen in Polen. Ihr Sitz ist die gleichnamige Stadt mit etwa 6600 Einwohnern.

## Geographie
Die Gemeinde liegt 20 Kilometer südlich von Krakau und hat eine Flächenausdehnung von 60,5 km² wovon 51 % land- und 36 % forstwirtschaftlich genutzt werden. Zu den Gewässern gehört die Harbutówka.
Umgeben ist die Gemeinde von Norden im Uhrzeigersinn aus gesehen von den Gemeinden Myślenice, Skawinki und Lanckorona.

## Geschichte
Im Jahr 1969 erhielt Sułkowice das Stadtrecht. Von 1975 bis 1998 gehörte die Gemeinde zur Woiwodschaft Krakau.

### Partnerstädte
- Ronchamp, Frankreich

## Gemeinde
Zur Stadt-und-Land-Gemeinde Sułkowice gehören die fünf Sołectwos (Schulzenämter): Biertowice, Harbutowice, Krzywaczka, Sułkowice und Rudnik.

## Bildung
Die Gemeinde Sułowice verfügt über sieben Kindergärten (przedszkole), fünf Grundschulen  (szkoła podstawowa) und zwei Mittelschulen (gimnazjum). Zum Teil befinden sich die Einrichtungen in vier Schulzentren.